# Reportage 57
Reportage 57 ist ein DDR-Filmdrama von 1959 über ein Ost-Berliner Ehepaar, das mit den Verlockungen und kriminellen Aktivitäten des Westens zu kämpfen hat.

## Handlung
Das junge Ehepaar Inge und Heinz leben 1957 in Ost-Berlin. Inge arbeitet als Animiermädchen in der Kneipe des Onkels. Heinz ist die meiste Zeit in einer West-Berliner Autowerkstatt beschäftigt, in der sein Vater Meister ist. Diese Tätigkeiten und Umfeld der beiden gefällt Inge nicht. Sie gibt ihren Kneipenjob auf und beginnt in der HO-Gaststätte „Zenner“ als Serviererin. Von ihrem Mann Heinz fordert Inge ebenfalls sich eine seriöse, geregelte Arbeitsstelle im „demokratischen Sektor“ zu suchen. Während Heinz immer noch im Westteil der Stadt beschäftigt ist gerät er – ahnungslos – in eine Schieberbande. Er erkennt jedoch rechtzeitig, dass er in kriminelle Machenschaften verwickelt ist und verständigt die Volkspolizei. Die gesamte Bande wird festgenommen und Inge holt Heinz von dem Polizeirevier ab. Danach erklärt Heinz, dass nun auch er ein neues Leben im Ostteil der Stadt anfangen wird.

## Produktion und Veröffentlichung
Arbeitstitel dieses DEFA-Schwarzweißfilms waren: „Was der Mensch braucht“ und „14 Tage meines Lebens“.
Die Premierenvorführung war am 3. April 1959 im Berliner Kino Babylon. In die Kinos kam der Film am 10. April 1959.

## Kritiken
Im Neuen Deutschland meint Elvira Mollenschott im April 1959:

„Die Kamera bleibt an der Oberfläche der Erscheinungen. Sektorengrenzschilder, S- und U-Bahnzüge sind die allzu häufig bemühten Requisiten dieses Berlinfilms, der kaum einmal einem Problem, auch nicht dem der Grenzgängerei, bis auf den Grund geht. Gegenüber einigen anderen Berlinfilmen der DEFA — erinnert sei hier vor allem an ‚Berlin — Ecke Schönhauser‘ ist ‚Reportage 57‘ kein Fortschritt. Man kann Regisseur Janos Veiczi leider nicht einmal bestätigen, daß es ihm gelang, deren künstlerisches Niveau zu halten.“

Das Lexikon des internationalen Films meint: „Handwerklich wie ideologisch gleichermaßen simple Unterhaltung.“

## Literatur

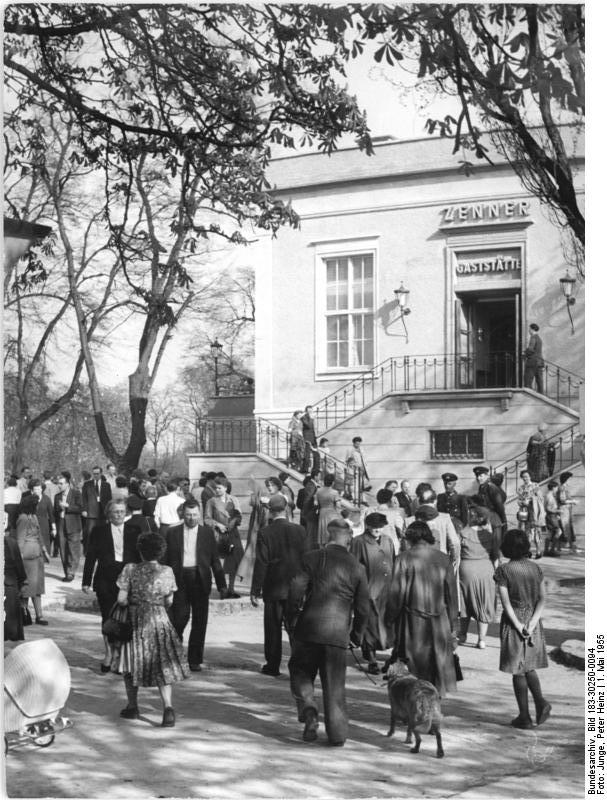
Ein Schauplatz des Films: Die reale Gaststätte „Zenner“